# Krigsåret 1909

## Pågående krig
- Filippinsk-amerikanska kriget (1898-1913)

- Rifkriget (1909-1910)

- Wadaikriget (1909-1911)

## Övriga händelser
- 13 april - Militärrevolt i Konstantinopel. Sultanen tvingas avskeda flera ministrar.[1]

- Bosnienkrisen 1908-1909, en av händelserna som ledde till första världskriget